# Хоббит: Нежданное путешествие
«Хо́ббит: Нежда́нное путеше́ствие» (англ. The Hobbit: An Unexpected Journey) — приключенческий фильм в жанре эпического фэнтези 2012 года режиссёра Питера Джексона по сценарию Фрэн Уолш, Филиппы Бойенс, Джексона и Гильермо дель Торо, основанный на романе Дж. Р. Р. Толкина «Хоббит, или Туда и обратно». Это первый фильм кинотрилогии «Хоббит», выступающей в качестве приквела к кинотрилогии Джексона «Властелин колец».
Действие происходит в Средиземье за шестьдесят лет до основных событий трилогии «Властелин колец», части фильма адаптированы из приложений к «Возвращению короля». Фильм рассказывает историю Бильбо Бэггинса (Мартин Фримен), которого волшебник Гэндальф (Иэн Маккеллен) убедил сопровождать тринадцать гномов во главе с Торином Дубощитом (Ричард Армитидж) в поисках Одинокой горы, чтобы вернуть её у дракона Смауга. В актёрский состав также входят Кен Стотт, Кейт Бланшетт, Иэн Холм, Кристофер Ли, Хьюго Уивинг, Джеймс Несбитт, Элайджа Вуд и Энди Серкис, а также Сильвестр Маккой, Барри Хамфрис и Ману Беннетт.
Премьера фильма 28 ноября 2012 года состоялась в Веллингтоне, а затем 12 декабря в остальной Новой Зеландии, 14 декабря в США и 19 декабря в России компанией Warner Bros. Pictures, спустя почти девять лет после выхода фильма «Властелин колец: Возвращение короля». Фильм получил смешанные отзывы от критиков и заработал более 1,017 миллиарда долларов в прокате, что делает его четвёртым кассовым фильмом 2012 года. Фильм получил множество наград; на 85-й церемонии вручения премии «Оскар» он был номинирован за лучшую работу художника-постановщика, лучший грим и причёски, а также лучшие визуальные эффекты.
Два продолжения, «Пустошь Смауга» и «Битва пяти воинств», были выпущены в 2013 и 2014 годах соответственно.

## Сюжет
Накануне своего 111-летия хоббит Бильбо Бэггинс начинает записывать полную историю своего приключения 60-летней давности для своего племянника Фродо.
Задолго до участия Бильбо, король гномов Трор из рода Дурина правил процветающим народом гномов в расположенных под Одинокой горой пещерах, пока не прилетел дракон Смауг. Уничтожив близлежащий город Дейл, Смауг ворвался внутрь горы и занял её, забрав все сокровища гномов, в том числе и драгоценный камень Аркенстон. Отступая вместе с выжившими гномами из Эребора, внук Трора Торин Дубощит увидел короля Трандуила и его войско Лесных эльфов на соседнем холме и был потрясён тем, что они уходят, а не помогают его народу. Это привело к вечной ненависти Торина к эльфам.
В Шире появляется маг Гэндальф Серый и предлагает 50-летнему Бильбо Бэггинсу отправиться в путешествие, но осторожный хоббит вежливо отказывается. Тем не менее, Гэндальф чертит на дверях его норы магический знак, и вскоре в доме хоббита появляются непрошенные гости — Торин и его отряд гномов, в который входят: Балин, Двалин, Фили, Кили, Дори, Нори, Ори, Оин, Глоин, Бифур, Бофур и Бомбур. Шумные гномы бесцеремонно занимают кухню и гостиную Бильбо, опустошая его запасы. Выясняется, что целью появившегося вскоре Гэндальфа является нанять хоббита в качестве ловкого «вора», который способен, по его мнению, помочь гномам в поисках входа в Одинокую гору. Гном Балин даже предлагает хозяину норы подписать контракт, предусматривающий получение им в качестве успеха 1/14 сокровищ.
Поначалу нерешительный Бильбо наотрез отказывается, несмотря на то, что Гэндальф напоминает ему о подвигах его предка, сразившего короля гоблинов в битве на Зелёных Полях. Но после того, как утром гномы покидают его жилище, он меняет решение и в спешке догоняет отряд вместе с подписанным контрактом.
Вскоре компания попадает в плен к трём троллям, собиравшимся поужинать лошадьми гномов. После того как Бильбо неудачно пытается освободить животных, весь отряд становится добычей прожорливых великанов. Находчивый хоббит заговаривает зубы туповатым троллям, а появившийся с утренними лучами Гэндальф направляет на них солнечный свет, превратив их в камень. Компания находит пещеру троллей и лежащие внутри сокровища, в том числе два эльфийских клинка. Торин и Гэндальф берут себе эльфийские клинки, Оркрист и Гламдринг, а Гэндальф находит небольшой эльфийский кинжал, который отдаёт вместо меча Бильбо.
Волшебник Радагаст Бурый находит Гэндальфа и компанию и рассказывает о встрече в Дол Гулдуре на юге Лихолесья с Некромантом, колдуном, который оскверняет Лихолесье тёмной магией. Убегая от орков, Гэндальф ведёт группу через скрытый проход в Ривенделл. Там лорд Элронд рассказывает магу, Бильбо, Торину и Балину о тайном знаке, указывающем на секретную дверь на карте компании. Тайный знак будет виден только в день Дурина. Позже Гэндальф присутствует на Белом совете, состоящем из Элронда, леди Галадриэль и мага Сарумана Белого, и показывает моргульский клинок, оружие короля-чародея Ангмара, который Радагаст раздобыл в Дол Гулдуре, как знак того, что Некромант связан с возможным возвращением Саурона. В то время как Саруман выражает беспокойство по поводу более существенного вопроса похода гномов, прося, чтобы Гэндальф положил поискам конец, Гэндальф телепатически сообщает Галадриэль, что он ожидал этого и сказал гномам идти вперёд без него.
Компания отправляется в Мглистые горы, где она оказывается в центре битвы между Каменными гигантами. Группа укрывается в пещере и попадает в плен к гоблинам, которые отводят гномов к своему вожаку Верховному гоблину. Бильбо отделяется от гномов и попадает в расщелину, где встречает Голлума, который случайно роняет золотое кольцо. Спрятав кольцо в карман, Бильбо сталкивается с самим Голлумом. Они играют в загадки, заключая пари: Голлум покажет Бильбо выход, если Бильбо победит, или съест его, если тот проиграет. Бильбо в конечном итоге побеждает, спрашивая Голлума, что у него в кармане. Заметив, что его кольцо потеряно, Голлум понимает, что оно у Бильбо, и преследует его. Бильбо обнаруживает, что кольцо дарует ему невидимость, но когда у него есть шанс убить Голлума, щадит его жизнь из жалости. Хоббит бежит из пещеры, проклинаемый Голлумом.
Тем временем Верховный гоблин рассказывает пленным гномам, что военачальник орков Азог Осквернитель, в своё время убивший короля Эребора Трора и потерявший руку в битве возле Восточных ворот Мории, назначил за Торина награду. Появляется Гэндальф и помогает гномам сбежать, убивая при этом Верховного гоблина. Бильбо находит выход из горы и присоединяется к компании, сохраняя в секрете своё недавно полученное кольцо. Компания попадает в засаду Азога и его отряда орков и укрывается на растущих у края пропасти деревьях, причём Митрандир устраивает пожар посредством зажженных шишек. Торин сражается с Азогом, но уступает, ибо его сильно ранит белый варг. Бильбо спасает Торина от орков и бросает вызов Азогу, в то время, как компанию спасают орлы. Группа оказывается на скале Каррок, где Гэндальф исцеляет Торина. Торин благодарит Бильбо за спасение.
Компания видит вдалеке Одинокую гору. Дрозд, разбивая улитку о камень, будит спящего Смауга.

## Создание

### Съёмки
21 марта 2011 года в Новой Зеландии начались съёмки двух частей фильма, так как предположительно авторами планировалось не разрастаться до трилогии.
6 июля 2012 года на персональной странице Питера Джексона в Facebook появилась запись, в которой режиссёр объявил об окончании основных съёмок (причём, по его словам, количество съёмочных дней было увеличено до 266) и поблагодарил съёмочную группу за работу.
В сентябре 2012 года Warner Bros. Pictures опубликовали серию промофотографий к первому фильму «Хоббит: Нежданное путешествие».
Работа над компьютерной графикой к фильму завершилась 26 ноября 2012 года — всего за два дня до мировой премьеры, которая состоялась в столице Новой Зеландии Веллингтоне 28 ноября.

### Саундтрек
Музыкальное сопровождение к фильму, так же, как и для «Властелина колец», написано Говардом Шором. Оригинальный саундтрек был записан на студии «Эбби-Роуд» Лондонским филармоническим оркестром и вышел на CD под лейблами WaterTower Music и Decca Records 11 декабря 2012 года, за три дня до старта мирового проката «Хоббита». Он доступен как в стандартном двухдисковом издании, так и в специальном издании, в котором также доступны несколько эксклюзивных бонус-треков.
Стандартное издание
| №   | Название                                                   | Длительность |
| --- | ---------------------------------------------------------- | ------------ |
| 1.  | «My Dear Frodo»                                            | 8:04         |
| 2.  | «Old Friends»                                              | 4:29         |
| 3.  | «An Unexpected Party»                                      | 3:52         |
| 4.  | «Axe or Sword?»                                            | 5:57         |
| 5.  | «Misty Mountains» (при участии Ричарда Армитиджа и гномов) | 1:42         |
| 6.  | «The Adventure Begins»                                     | 2:04         |
| 7.  | «The World is Ahead»                                       | 2:19         |
| 8.  | «An Ancient Enemy»                                         | 4:58         |
| 9.  | «Radagast the Brown»                                       | 4:54         |
| 10. | «Roast Mutton»                                             | 4:02         |
| 11. | «A Troll-hoard»                                            | 2:39         |
| 12. | «The Hill of Sorcery»                                      | 3:50         |
| 13. | «Warg-scouts»                                              | 3:02         |

| №   | Название                                                | Длительность |
| --- | ------------------------------------------------------- | ------------ |
| 1.  | «The Hidden Valley»                                     | 3:50         |
| 2.  | «Moon Runes»                                            | 3:20         |
| 3.  | «The Defiler»                                           | 1:13         |
| 4.  | «The White Council»                                     | 7:19         |
| 5.  | «Over Hill»                                             | 3:43         |
| 6.  | «A Thunder Battle»                                      | 3:55         |
| 7.  | «Under Hill»                                            | 1:55         |
| 8.  | «Riddles in the Dark»                                   | 5:21         |
| 9.  | «Brass Buttons»                                         | 7:37         |
| 10. | «Out of the Frying-Pan»                                 | 5:54         |
| 11. | «A Good Omen»                                           | 5:46         |
| 12. | «Song of the Lonely Mountain» (при участии Нейла Финна) | 4:09         |
| 13. | «Dreaming of Bag End»                                   | 1:49         |

Специальное издание
Двухдисковое специальное издание содержит шесть бонус-треков и шесть дополнительных треков.
| №   | Название                                                         | Длительность |
| --- | ---------------------------------------------------------------- | ------------ |
| 1.  | «My Dear Frodo»                                                  | 8:03         |
| 2.  | «Old Friends» (расширенная версия)                               | 5:00         |
| 3.  | «An Unexpected Party» (расширенная версия)                       | 4:08         |
| 4.  | «Blunt the Knives» (при участии гномов, эксклюзивный бонус-трек) | 1:01         |
| 5.  | «Axe or Sword?»                                                  | 5:59         |
| 6.  | «Misty Mountains» (при участии Ричарда Армитиджа и гномов)       | 1:42         |
| 7.  | «The Adventure Begins»                                           | 2:04         |
| 8.  | «The World is Ahead»                                             | 2:19         |
| 9.  | «An Ancient Enemy»                                               | 4:56         |
| 10. | «Radagast the Brown» (расширенная версия)                        | 6:37         |
| 11. | «The Trollshaws» (эксклюзивный бонус-трек)                       | 2:08         |
| 12. | «Roast Mutton» (расширенная версия)                              | 4:56         |
| 13. | «A Troll-hoard»                                                  | 3:38         |
| 14. | «The Hill of Sorcery»                                            | 3:50         |
| 15. | «Warg-scouts»                                                    | 3:02         |

| №   | Название                                                                  | Длительность |
| --- | ------------------------------------------------------------------------- | ------------ |
| 1.  | «The Hidden Valley»                                                       | 2:49         |
| 2.  | «Moon Runes» (расширенная версия)                                         | 3:39         |
| 3.  | «The Defiler»                                                             | 1:14         |
| 4.  | «The White Council» (расширенная версия)                                  | 9:40         |
| 5.  | «Over Hill»                                                               | 3:42         |
| 6.  | «A Thunder Battle»                                                        | 3:54         |
| 7.  | «Under Hill»                                                              | 1:54         |
| 8.  | «Riddles in the Dark»                                                     | 5:21         |
| 9.  | «Brass Buttons»                                                           | 7:37         |
| 10. | «Out of the Frying-Pan»                                                   | 5:55         |
| 11. | «A Good Omen»                                                             | 5:45         |
| 12. | «Song of the Lonely Mountain» (при участии Нейла Финна, Extended Version) | 6:00         |
| 13. | «Dreaming of Bag End»                                                     | 1:56         |
| 14. | «A Very Respectable Hobbit» (эксклюзивный бонус-трек)                     | 1:20         |
| 15. | «Erebor» (эксклюзивный бонус-трек)                                        | 1:19         |
| 16. | «The Dwarf Lords» (эксклюзивный бонус-трек)                               | 2:01         |
| 17. | «The Edge of the Wild» (эксклюзивный бонус-трек)                          | 3:34         |

### Маркетинг
Первый трейлер был показан в США 21 декабря 2011 года перед фильмом «Приключения Тинтина: Тайна «Единорога»», который продюсировал Джексон. В Интернете трейлер вышел в тот же день.
В 2012 году Джексон, Фримен, Маккеллен, Армитидж, Серкис, Вуд и сценарист Филиппа Бойенс появились на Комик-Коне, где представили публике 12-минутную нарезку из фильма.
На неделю премьеры фильма в ноябре 2012 года Веллингтон был официально переименован в «Середину Средиземья» (Middle of Middle-earth).

### Съёмочная группа
- Продюсеры — Питер Джексон, Фрэн Уолш, Каролин Каннингем, Зейн Вайнер
- Исполнительные продюсеры — Алан Хорн, Тоби Эммерих, Кен Каминс, Каролин Блэквуд,
- Оператор-постановщик — Эндрю Лесни
- Художник-постановщик — Дэн Хенна
- Композитор — Говард Шор
- Художник по гриму и прическам — Питер Кинг
- Художники по костюмам — Энн Маскрей и Ричард Тейлор[11]
- Руководители съемочных групп — Питер Джексон и Энди Серкис

### В ролях
Ниже представлен список актёров, снявшихся в фильме:
| Персонаж                         | Актёр / Актриса     | Русский дубляж       |
| -------------------------------- | ------------------- | -------------------- |
| Бильбо Бэггинс                   | Мартин Фримен       | Илья Хвостиков       |
| старый Бильбо Бэггинс            | Иэн Холм            | Александр Воеводин   |
| Гэндальф Серый                   | Иэн Маккеллен       | Василий Бочкарёв     |
| Элронд                           | Хьюго Уивинг        | Валерий Сторожик     |
| Голлум (Смеагол) (образ и голос) | Энди Серкис         | Владислав Копп       |
| Галадриэль                       | Кейт Бланшетт       | Ольга Зубкова        |
| Торин Дубощит                    | Ричард Армитидж     | Игорь Балалаев       |
| Балин                            | Кен Стотт           | Алексей Борзунов     |
| Бофур                            | Джеймс Несбитт      | Владислав Копп       |
| Глоин, отец Гимли                | Питер Хэмблтон      | Александр Груздев    |
| Дори                             | Марк Хэдлоу         | Михаил Бескаравайный |
| Нори                             | Джед Брофи          | Григорий Шевчук      |
| Кили                             | Эйдан Тёрнер        | Александр Дзюба      |
| Фили                             | Дин О’Горман        | Иван Жарков          |
| Двалин                           | Грэм Мактавиш       | Андрей Данилюк       |
| Оин                              | Джон Каллин         | Игорь Старосельцев   |
| Бомбур                           | Стивен Хантер       | Михаил Белякович     |
| Ори                              | Адам Браун          | Диомид Виноградов    |
| Бифур                            | Уильям Кирхер       | Сергей Смирнов       |
| Фродо Бэггинс (камео)            | Элайджа Вуд         | Прохор Чеховской     |
| Радагаст Бурый                   | Сильвестр Маккой    | Сергей Чихачёв       |
| Саруман Белый                    | Кристофер Ли        | Владимир Левашёв     |
| Некромант                        | Бенедикт Камбербэтч |                      |
| Верховный гоблин                 | Барри Хамфрис       | Михаил Георгиу       |
| Трор                             | Джеффри Томас       |                      |
| Траин                            | Майкл Мизрахи       |                      |
| Линдир, эльф Ривенделла          | Брет Маккензи       |                      |
| Азог                             | Ману Беннетт        |                      |
| Болг (сын Азога)                 | Лоуренс Макор       |                      |
| Тролль Том                       | Уильям Кирхер       | Сергей Смирнов       |
| Тролль Уилльям                   | Питер Хэмблтон      | Александр Бобровский |
| Тролль Берт                      | Марк Хэдлоу         | Михаил Бескаравайный |
| Язнег                            | Джон Роулс          |                      |
| Ворриворт, хоббит из Шира        | Тимоти Бартлетт     |                      |
| Трандуил                         | Ли Пейс             |                      |

## Выход в прокат
Мировая премьера состоялась 28 ноября 2012 года в Веллингтоне, Новая Зеландия.
Даты выхода фильма в прокат:
- 12 декабря 2012 — Новая Зеландия, Бельгия, Дания, Нидерланды, Норвегия, Оман, Финляндия, Франция, Швеция, ЮАР;
- 13 декабря 2012 — Великобритания, Австрия, Аргентина, Бахрейн, Босния-Герцеговина, Венгрия, Германия, Гонконг, Греция, Израиль, Иордания, Ирландия, Италия, Катар, Южная Корея, Кувейт, Ливан, ОАЭ, Португалия, Сербия, Словакия, Сингапур, Словения, Филиппины, Таиланд, Хорватия, Чили, Чехия;
- 14 декабря 2012[41] — США, Болгария, Бразилия, Венесуэла, Индия, Испания, Канада, Колумбия, Литва, Мексика, Румыния, Парагвай, Тайвань, Турция, Эстония, Япония;
- 19 декабря 2012 — Россия, Армения, Беларусь, США;
- 20 декабря 2012 — Камбоджа, Украина, Киргизия;
- 26 декабря 2012 — Австралия, Исландия;
- 28 декабря 2012 — Польша;
- 11 января 2013 — Монголия;
- 31 января 2013 — Македония;
- 22 февраля 2013 — Китай.[42]

### Кассовые сборы
В день премьеры в Северной Америке (14 декабря 2012 года) фильм собрал 37,5 миллионов $, из них 13 млн за полуночные показы, побив рекорд «Властелина колец: Возвращение короля» (34,5 млн $) за самые большие кассовые сборы в день премьеры в декабре. За первый уик-энд фильм собрал в Северной Америке 84,6 млн $, чем побил рекорд фильма «Я — легенда» (77,2 млн $) за самые большие кассовые сборы в первый уик-энд фильма, вышедшего в декабре. К сентябрю 2013 года фильм четырнадцатым в истории собрал по всему миру более 1 млрд долларов (из них 303 с лишним млн в США и 714 млн в других странах). Фильм находится на 33 месте в списке самых кассовых фильмов и на четвёртом в списке самых кассовых фильмов, выпущенных в 2012 году. Также фильм находится на третьем месте в списке самых кассовых фильмов кинопроката России в 2012 году (со сборами в России $43 849 722) и на 13 месте в списке самых кассовых фильмов кинопроката России за всё время.

### Отзывы
Фильм получил смешанные отзывы кинокритиков. На Rotten Tomatoes собрано 300 рецензий, 64 % — положительные, средний рейтинг фильма составляет 6,6 из 10. На сайте Metacritic оценка составляет 58 баллов из 100, что означает «смешанные или средние отзывы». Обозреватели отмечали хорошую актёрскую игру, грим, дизайн и музыку. В то же время фильм подвергся критике, в первую очередь за затянутость — он длится почти 3 часа, при этом рассказывает только половину событий повести Толкина, — а также за использование технологии 48 кадров в секунду.
Александр Гагинский, критик журнала «Мир фантастики», считал, что «Хоббита» нельзя считать обычной экранизацией. Фильм оказался именно приквелом к «Властелину колец», с набором отсылок к событиям кинотрилогии и неотличимым стилем. Джексон сохранил юмор первоисточника, но несколько скорректировал персонажей гномов, сделав их более воинственными. Однако подобные изменения не везде оказались удачными, в частности сцена с троллями оказалась неудачной и глупой. Изменениям подвергся и главный антагонист — им стал Азог, вместо его книжного прототипа Больга. Необязательные сюжетные вставки, повествующие о Некроманте, Мории и Радагасте, по мнению обозревателя, сбивают темп картины. Актёрский состав был подобран удачно — это относится как к гномам, к старым героям вроде Гэндальфа и Голлума, так и Мартину Фримену — «идеальному Бильбо». В качестве достоинств фильма рецензент выделил роскошную актёрскую игру, эпичную атмосферу и точные дозы пафоса и юмора.

### Издания
Фильм вышел в США в виде BluRay Combo Pack, 3D BluRay Combo Pack, DVD (2 диска) 19 марта 2013 года. Кроме того, уже с 12 марта фильм можно приобрести в виде цифровой версии для скачивания («Digital Download»). На всех изданиях содержится цифровая копия UltraViolet и 130 минут бонусных материалов.
В бонусные материалы будут включены:
- Видеоблоги Питера Джексона (10 видео):

1. Первый день съёмок,
2. Завершение первого этапа съёмок,
3. Съёмка первого блока,
4. Съёмка в формате 3D,
5. Места съёмок: часть 1,
6. Места съёмок: часть 2,
7. Тур по Stone St. Studios,
8. Перенос основных съёмок,
9. Постпродакшн,
10. Премьера фильма в Веллингтоне[53][54];

- «Новая Зеландия: Дом Средиземья» (New Zealand: Home of Middle Earth);
- Трейлеры (Theatrical Trailers): «Гномы» (Dwarves), «Нож для бумаги» (Letter Opener), «Контракт Бильбо» (Bilbo Contract), «Ставки Гэндальфа» (Gandalf Wagers), «Пути Голлума» (Gollum Paths);
- Трейлеры игр (Game Trailers): «Хоббит: Королевства Средиземья» (The Hobbit: Kingdoms of Middle-Earth), «Защитники Средиземья» (Guardians of Middle-Earth), «Лего Властелин Колец» (Lego The Lord of the Rings)[55].

Расширенная версия фильма вышла на Blu-ray и DVD в четвёртом квартале 2013 года; она на 13 минут длиннее прокатной версии. Она будет включать в себя удаленные сцены из фильма.
Согласно данным ресурса the-numbers.com, к январю 2014 года в США было продано 4,6 млн копий DVD и Blu-ray дисков фильма на общую сумму в 83,9 млн долларов.

## Награды и номинации
| Награды и номинации                                                                   | Награды и номинации                                                                           | Награды и номинации                                                                          | Награды и номинации | Награды и номинации |
| Награда                                                                               | Категория                                                                                     | Номинант(ы)                                                                                  | Результат           |                     |
| ------------------------------------------------------------------------------------- | --------------------------------------------------------------------------------------------- | -------------------------------------------------------------------------------------------- | ------------------- | ------------------- |
| Оскар—2013                                                                            | Лучшие визуальные эффекты                                                                     | Джо Леттери, Эрик Сэйндон, Дэвид Клэйтон, Р. Кристофер Уайт                                  | Номинация           |                     |
| Оскар—2013                                                                            | Лучший грим и причёски                                                                        | Питер Кинг, Рик Финдлэйтер, Тами Лэйн                                                        | Номинация           |                     |
| Оскар—2013                                                                            | Лучшая работа художника-постановщика                                                          | Дэн Хенна (постановщик), Ра Винсент и Саймон Брайт (декораторы)                              | Номинация           |                     |
| BAFTA Film Award                                                                      | Лучший звук                                                                                   | Тони Джонсон, Кристофер Бойс, Майкл Хеджес, Майкл Семаник, Брент Бердж, Крид Уорд            | Номинация           |                     |
| BAFTA Film Award                                                                      | Лучшие визуальные эффекты                                                                     | Джо Леттери, Эрик Сэйндон, Дэвид Клэйтон, Р. Кристофер Уайт                                  | Номинация           |                     |
| BAFTA Film Award                                                                      | Лучший грим/причёски                                                                          | Питер Суордс Кинг, Ричард Тейлор, Рик Финдлэйтер                                             | Номинация           |                     |
| Выбор критиков—2013                                                                   | Лучшая работа художника-постановщика                                                          | Дэн Хенна (художник-постановщик), Ра Винсент и Саймон Брайт (декораторы)                     | Номинация           |                     |
| Выбор критиков—2013                                                                   | Лучший дизайн костюмов                                                                        | Боб Бак, Энн Маскри, Ричард Тейлор                                                           | Номинация           |                     |
| Выбор критиков—2013                                                                   | Лучший грим                                                                                   |                                                                                              | Номинация           |                     |
| Выбор критиков—2013                                                                   | Лучшие визуальные эффекты                                                                     |                                                                                              | Номинация           |                     |
| The 2012 WAFCA Awards                                                                 | Лучшая музыка                                                                                 | Говард Шор                                                                                   | Номинация           |                     |
| 11th Annual Visual Effects Society Awards                                             | Визуальные эффекты в фильме, основанном на визуальных эффектах                                |                                                                                              | Номинация           |                     |
| 11th Annual Visual Effects Society Awards                                             | Лучший анимированный персонаж в художественном фильме                                         | Голлум                                                                                       | Номинация           |                     |
| 11th Annual Visual Effects Society Awards                                             | Лучший анимированный персонаж в художественном фильме                                         | Верховный гоблин                                                                             | Номинация           |                     |
| 11th Annual Visual Effects Society Awards                                             | Создание окружающей среды в художественном фильме                                             | Пещеры гоблинов                                                                              | Номинация           |                     |
| 11th Annual Visual Effects Society Awards                                             | Лучшая виртуальная операторская работа в художественном фильме                                |                                                                                              | Победа              |                     |
| 11th Annual Visual Effects Society Awards                                             | Композитинг в художественном фильме                                                           |                                                                                              | Номинация           |                     |
| 11th Annual Visual Effects Society Awards                                             | Фильмы с эффектами, двигающими сюжет                                                          |                                                                                              | Номинация           |                     |
| Motion Picture Sound Editors Guild                                                    | Лучшие звуковые эффекты и фоновые шумы в кинофильме                                           |                                                                                              | Номинация           |                     |
| Motion Picture Sound Editors Guild                                                    | Лучшая музыка в кинофильме                                                                    |                                                                                              | Номинация           |                     |
| Motion Picture Sound Editors Guild                                                    | Лучший монтаж диалогов и озвучка в кинофильме                                                 |                                                                                              | Номинация           |                     |
| 15th Annual Costume Designers Guild Awards                                            | Превосходная работа в жанре фэнтэзи                                                           |                                                                                              | Номинация           |                     |
| 17th Annual Art Directors Guild Awards                                                | Лучшая работа художника-постановщика в фантастическом/фэнтези фильме                          | Дэн Хенна (художник-постановщик)                                                             | Номинация           |                     |
| Houston Film Critics Society Awards 2012                                              | Лучшая песня к фильму                                                                         | Говард Шор                                                                                   | Номинация           |                     |
| Houston Film Critics Society Awards 2012                                              | Премия за технические достижения                                                              |                                                                                              | Победа              |                     |
| 2012 Georgia Film Critics Association Awards                                          | Лучшая работа художника-постановщика                                                          | Дэн Хенна                                                                                    | Номинация           |                     |
| 49th Cinema Audio Society Awards for Outstanding Achievement in Sound Mixing for 2012 | Премия за выдающиеся достижения в микшировании звука для художественных фильмов — Live Action | Тони Джонсон, Кристофер Бойс, Майкл Хеджес, Майкл Семаник, Питер Коббин, Крис Уорд, Пит Смит | Номинация           |                     |
| Phoenix Film Critics Society Awards for 2012                                          | Лучший дизайн костюмов                                                                        | Энн Маскри, Ричард Тейлор, Боб Бак                                                           | Номинация           |                     |
| Phoenix Film Critics Society Awards for 2012                                          | Лучший художественный дизайн                                                                  | Дэн Хенна                                                                                    | Номинация           |                     |
| Phoenix Film Critics Society Awards for 2012                                          | Лучшие визуальные эффекты                                                                     |                                                                                              | Номинация           |                     |
| New Musical Express Awards 2013                                                       | Лучший фильм                                                                                  |                                                                                              | Победа              |                     |
| The 39th Annual Saturn Awards                                                         | Лучший фильм—фэнтези                                                                          |                                                                                              | Номинация           |                     |
| The 39th Annual Saturn Awards                                                         | Лучшая режиссёрская работа                                                                    | Питер Джексон                                                                                | Номинация           |                     |
| The 39th Annual Saturn Awards                                                         | Лучший киноактёр                                                                              | Мартин Фримен                                                                                | Номинация           |                     |
| The 39th Annual Saturn Awards                                                         | Лучший киноактёр второго плана                                                                | Иэн Маккеллен                                                                                | Номинация           |                     |
| The 39th Annual Saturn Awards                                                         | Лучший художественный дизайн                                                                  | Дэн Хенна                                                                                    | Победа              |                     |
| The 39th Annual Saturn Awards                                                         | Лучшая музыка                                                                                 | Говард Шор                                                                                   | Номинация           |                     |
| The 39th Annual Saturn Awards                                                         | Лучшие костюмы                                                                                | Боб Бак, Энн Маскри, Ричард Тейлор                                                           | Номинация           |                     |
| The 39th Annual Saturn Awards                                                         | Лучший грим                                                                                   | Питер Суордс Кинг, Рик Финдлэйтер, Тами Лэйн                                                 | Номинация           |                     |
| The 39th Annual Saturn Awards                                                         | Лучшие спецэффекты                                                                            | Джо Леттери, Эрик Сэйндон, Дэвид Клэйтон, Р. Кристофер Уайт                                  | Номинация           |                     |
| The 2013 Empire Awards                                                                | Лучший фильм                                                                                  |                                                                                              | Номинация           |                     |
| The 2013 Empire Awards                                                                | Лучший фантастический фильм                                                                   |                                                                                              | Победа              |                     |
| The 2013 Empire Awards                                                                | Лучший режиссёр                                                                               | Питер Джексон                                                                                | Номинация           |                     |
| The 2013 Empire Awards                                                                | Лучший актёр                                                                                  | Мартин Фримен                                                                                | Победа              |                     |
| The 2013 Empire Awards                                                                | Искусство 3D                                                                                  |                                                                                              | Номинация           |                     |
| MTV Movie Awards 2013                                                                 | Лучший испуг                                                                                  | Мартин Фримен                                                                                | Номинация           |                     |
| MTV Movie Awards 2013                                                                 | Лучший герой                                                                                  | Бильбо Бэггинс                                                                               | Победа              |                     |
| Жорж — 2013                                                                           | Зарубежный экшн года                                                                          |                                                                                              | Номинация           |                     |
| Жорж — 2013                                                                           | Специальный приз от организаторов премии                                                      | Энди Серкис                                                                                  | Победа              |                     |
| The 11th Annual Central Ohio Film Critics Association Awards — 2012                   | Лучшая музыка                                                                                 | Говард Шор                                                                                   | Номинация           |                     |
| Golden Trailer Award — 2013                                                           | Best Animation/Family                                                                         |                                                                                              | Номинация           |                     |
| Golden Trailer Award — 2013                                                           | Most Innovative Advertising for a Feature Film                                                |                                                                                              | Номинация           |                     |
| Hugo Awards — 2013                                                                    | Лучшая постановка                                                                             |                                                                                              | Номинация           |                     |
| MovieGuide Awards — 2013                                                              | Лучший фильм для взрослой аудитории                                                           |                                                                                              | Номинация           |                     |
| Rembrandt Award — 2013                                                                | Лучший фильм на иностранном языке                                                             |                                                                                              | Номинация           |                     |